# معتمدية بئر علي بن خليفة

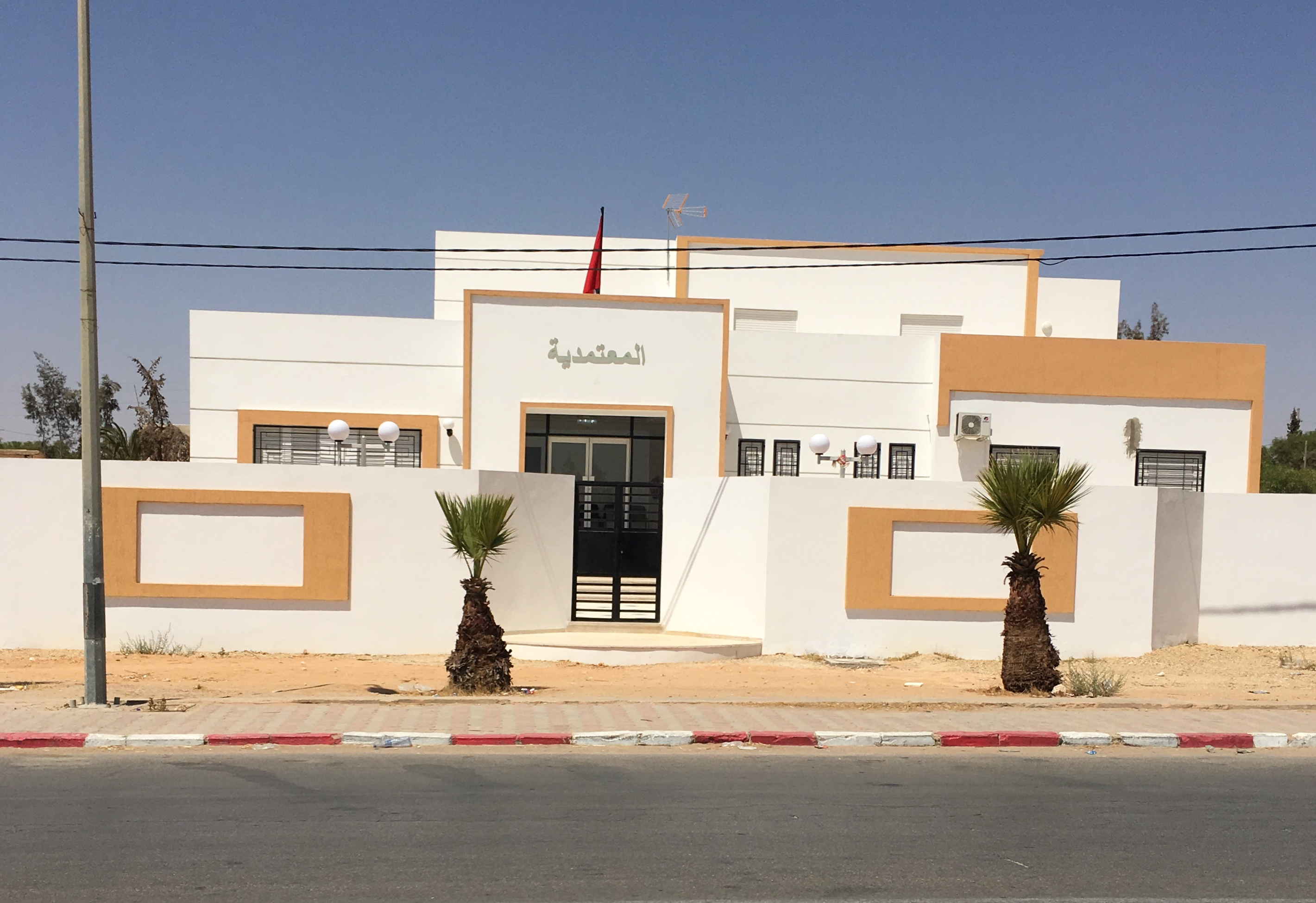

معتمدية بئر علي بن خليفة إحدى معتمديات الجمهورية التونسية، تابعة لولاية صفاقس.
التسمية
سميت المعتمدية على اسم المناضل و المطالب بالاستقلال علي بن خليفة

### مواضيع ذات علاقة
- ولاية صفاقس.

1. 1 2 3 4 5 6 7 8 9 10  "المناطق الترابية (العمادات) حسب الولايات والمعتمديات". اطلع عليه بتاريخ 2024-11-30.